# Десет најлепших дана
„Десет најлепших дана“ је југословенски филм из 1980. године. Режирао га је Драгослав Лазић, а сценарио је писао Данило Николић.

## Улоге
| Глумац          | Улога |
| --------------- | ----- |
| Иван Клеменц    |       |
| Лидија Манић    |       |
| Предраг Тасовац |       |